# Tiro ai Giochi della XXXI Olimpiade - Skeet maschile
La gara di skeet maschile dei Giochi della XXXI Olimpiade si è svolta il 13 agosto 2016. Hanno partecipato 32 atleti.

## Risultati

### Turno di qualificazione
| Pos. | Atleta                | Nazione                      | 1  | 2  | 3  | 4  | 5  | Totale | Shoot-off | Note |
| ---- | --------------------- | ---------------------------- | -- | -- | -- | -- | -- | ------ | --------- | ---- |
| 1    | Abdullah Al-Rashidi   | Atleti Olimpici Indipendenti | 24 | 25 | 25 | 25 | 24 | 123    |           | Q    |
| 2    | Marcus Svensson       | Svezia                       | 25 | 25 | 25 | 24 | 24 | 123    |           | Q    |
| 3    | Stefan Nilsson        | Svezia                       | 25 | 24 | 25 | 23 | 25 | 122    |           | Q    |
| 4    | Mykola Milchev        | Ucraina                      | 25 | 24 | 25 | 24 | 24 | 122    |           | Q    |
| 5    | Gabriele Rossetti     | Italia                       | 24 | 25 | 22 | 25 | 25 | 121    | +12       | Q    |
| 6    | Jesper Hansen         | Danimarca                    | 24 | 25 | 24 | 25 | 23 | 121    | +12       | Q    |
| 7    | Eric Delaunay         | Francia                      | 24 | 24 | 25 | 24 | 24 | 121    | +11       |      |
| 8    | Anthony Terras        | Francia                      | 24 | 23 | 25 | 24 | 25 | 121    | +3        |      |
| 9    | Mairaj Ahmad Khan     | India                        | 24 | 25 | 23 | 25 | 24 | 121    | +3        |      |
| 10   | Keith Ferguson        | Australia                    | 24 | 25 | 23 | 23 | 25 | 120    |           |      |
| 11   | Azmy Mehelba          | Egitto                       | 24 | 24 | 25 | 22 | 24 | 120    |           |      |
| 12   | Anton Astakhov        | Russia                       | 22 | 24 | 23 | 25 | 25 | 119    |           |      |
| 13   | Efthimios Mitas       | Grecia                       | 23 | 24 | 22 | 25 | 25 | 119    |           |      |
| 14   | Dainis Upelnieks      | Lettonia                     | 24 | 23 | 23 | 24 | 25 | 119    |           |      |
| 15   | Vincent Hancock       | Stati Uniti                  | 23 | 24 | 24 | 24 | 24 | 119    |           |      |
| 16   | Andreas Chasikos      | Cipro                        | 22 | 23 | 24 | 24 | 25 | 118    |           |      |
| 17   | Saeed Almaktoum       | Emirati Arabi Uniti          | 23 | 24 | 23 | 23 | 25 | 118    |           |      |
| 18   | Michael Maskell       | Barbados                     | 21 | 23 | 25 | 25 | 24 | 118    |           |      |
| 19   | Paul Adams            | Australia                    | 24 | 24 | 24 | 23 | 23 | 118    |           |      |
| 20   | Saud Habib            | Atleti Olimpici Indipendenti | 21 | 24 | 24 | 24 | 24 | 117    |           |      |
| 21   | Frank Thompson        | Stati Uniti                  | 23 | 22 | 24 | 25 | 23 | 117    |           |      |
| 22   | Renato Portella       | Brasile                      | 24 | 22 | 21 | 25 | 24 | 116    |           |      |
| 23   | Ralf Buchheim         | Germania                     | 22 | 21 | 25 | 24 | 24 | 116    |           |      |
| 24   | Luigi Lodde           | Italia                       | 21 | 23 | 24 | 24 | 24 | 116    |           |      |
| 25   | Sebastian Kuntschik   | Austria                      | 22 | 22 | 24 | 24 | 24 | 116    |           |      |
| 26   | Juan Miguel Rodríguez | Cuba                         | 24 | 21 | 23 | 25 | 23 | 116    |           |      |
| 27   | Federico Gil          | Argentina                    | 23 | 23 | 23 | 24 | 23 | 116    |           |      |
| 28   | Franco Donato         | Egitto                       | 22 | 23 | 23 | 24 | 23 | 115    |           |      |
| 29   | Saif Bin Futtais      | Emirati Arabi Uniti          | 21 | 23 | 24 | 23 | 23 | 114    |           |      |
| 30   | Ronaldas Racinskas    | Lituania                     | 23 | 20 | 21 | 24 | 24 | 112    |           |      |
| 31   | Nasser Al-Attiyah     | Qatar                        | 21 | 22 | 21 | 24 | 23 | 111    |           |      |
| 32   | Rashid Hamad          | Qatar                        | 21 | 21 | 21 | 24 | 22 | 109    |           |      |

### Semifinale
| Pos. | Atleta              | Nazione                      | Totale | Shoot-off | Note |
| ---- | ------------------- | ---------------------------- | ------ | --------- | ---- |
| 1    | Gabriele Rossetti   | Italia                       | 16     | N.D.      | Q    |
| 1    | Marcus Svensson     | Svezia                       | 16     | N.D.      | Q    |
| 3    | Mykola Milchev      | Ucraina                      | 15     | N.D.      | B    |
| 4    | Abdullah Al-Rashidi | Atleti Olimpici Indipendenti | 14     | 4         | B    |
| 5    | Jesper Hansen       | Danimarca                    | 14     | 3         |      |
| 6    | Stefan Nilsson      | Svezia                       | 14     | 3         |      |

### Finali

#### Finale 3º posto
| Posizione | Atleta              | Nazione                      | Totale |
| --------- | ------------------- | ---------------------------- | ------ |
|           | Abdullah Al-Rashidi | Atleti Olimpici Indipendenti | 16     |
| 4         | Mykola Milchev      | Ucraina                      | 14     |

#### Finale 1º posto
| Posizione | Atleta            | Nazione | Totale | Spareggi |
| --------- | ----------------- | ------- | ------ | -------- |
|           | Gabriele Rossetti | Italia  | 16     |          |
|           | Marcus Svensson   | Svezia  | 15     |          |